# West Union (Ohio)
West Union è una località degli Stati Uniti d'America, capoluogo della contea di Adams, nello Stato dell'Ohio.